# 個人健康紀錄
個人健康紀錄（Personal health record, PHR）為一種醫療資訊記錄，為病患個人或是非專業醫療人員所持有。而個人健康紀錄的來源包括病患本身的記錄、醫師的記錄、醫院與檢驗室的記錄、法律文件、委託書以及保險文件等等，以合乎安全與隱私的情形下，利用網際網路或可攜式媒體，提供完整且正確的個人健康與醫療歷史摘要，它的格式可以是紙本、電子媒體、或者兩者兼具。
許多組織如美國健康資訊管理協會（American Health Information Management Association, AHIMA）鼓勵個人持有完整的個人健康記錄，因為一些醫師所無法取得（或難以取得）的個人健康資訊，如病患的運動習慣、飲食偏好、藥草使用、傳統醫療、家中檢測出的血壓與血糖等資料，都能夠由個人健康記錄中取得。而根據AHIMA的資料，40%的美國成人都有保存一部分的個人健康記錄。

## 特色
- 個人持有，非醫療院所及照護者持有
- 數位存取
- 可存成HL7或FHIR等醫療病歷數據格式，提高病歷交換方便性
- 可共享於各醫療單位

## 優點
PHR使患者能夠獲得廣泛的身體狀況資訊來源，最佳醫療實踐和健康知識。所有個人的醫療記錄都儲存在相同地方，而不是各個醫生辦公室的紙本文件。在有緊急醫療需求時，圖供身體狀況和醫療相關測試結果，與他們的醫生溝通，並與遭受類似痛苦的其他人共享訊息。此外，PHR可以使臨床醫師得到更多連續數據並幫助臨床醫生做出更好的治療決策，從而提高治療效率。

## 基本系統架構
- 數據

PHR收集，儲存，分析和交換
- 儲存設備

後端：數據儲存資料庫
前端：使用者介面、網頁平台、桌面應用程式、手機應用程式
- 應用

數據交換、數據儲存、預約掛號、用藥領藥提醒、醫療決策輔助、衛生教育

## 與電子健康紀錄（EHR）的差異
電子健康記錄（EHR），或電子病歷（EMR），是以數位化儲存病患和民眾的健康資訊。這些記錄可以在不同的醫療場所、環境中共享。記錄可透過網絡連接的資訊系統進行共享。EHR可能包括一系列數據，包括病史，用藥紀錄和過敏原，免疫狀態，實驗室檢查結果，放射科影像，生命體徵，年齡和體重等個人健康統計數據以及帳務資訊。EHR系統旨在準確儲存數據並且隨時更新病患的健康狀態。它消除了追蹤病患過去的紙本醫療記錄的需要，並有助於確保數據準確可讀。因為只有一份可供修改的紀錄，EHR可以降低數據複製的風險，這意味著紀錄可保證是最新的，並降低了紙本紀錄遺失的風險。由於數位化資訊操簡便且可供檢索、搜尋，因此在提取醫療數據以檢查病患的疾病趨勢和長期變化時非常有效率。
```
   根據上述內容可得知HER和HMR主要是由醫療院所和醫療照護人員進行編輯、修改、儲存和使用。而個人健康紀錄（PHR）則是提供給患者及非醫療服務提供者使用。
```

## 隱私政策
- 各國個資法規定
- 健康保险便利和责任法案
- General Data Protection Regulation
- FDA

## 臺灣個人健康紀錄

### 全民健保健康存摺My Health Bank
健康存摺系統為一線上健康資料查詢系統，提供健保保險對象可隨時隨地便利地查詢個人的健康資料，掌握健康大小事、做好自我健康管理！也可以在就醫時，提供醫師參考，幫助醫師快速掌握個人健康狀況，提升醫療照護安全與品質。

#### 上線時間
於103年9月25日在健保署官網上線

#### 註冊
持自然人憑證或已註冊密碼之健保卡，通過身分驗證，即可於「健康存摺」查詢或下載個人的健康資料。

#### 資安管理
健康存摺是個人的健保就醫紀錄，須符合《個人資料保護法》等法令規範，從登入到資料查詢或下載都需經身分驗證及輸入相關密碼，可辨識個人的部分，予以遮蔽處理，避免個資外洩，維護個人就醫資料安全。

#### 重要沿革
- 103-09-25：於健保署全球資訊網上線，民眾透過電腦使用自然人憑證申請後隔日提供下載。
- 104-02-11：民眾申請健康存摺後10分鐘內可下載。
- 104-05-26：增加健康存摺登入方式，可使用健保卡登入。
- 104-10-02：開發健康存摺APP版（Android和IOS）。
- 105-07-21：健康存摺2.0版，資料視覺化。
- 107-05-29：新增手機快速身分認證方式。
- 108-03-21：開發健康存摺系統軟體開發套件（Software Development Kit, SDK）功能。
- 108-05-07：新增眷屬管理功能。
- 109-03-06：配合口罩實名制，新增口罩購買紀錄查詢。
- 110-05-21：新增COVID-19快篩結果查詢。
- 110-07-09：新增COVID-19疫苗接種/病毒檢測結果專區上線。
- 112-05-10：新增「健康管理連結」功能：可將Apple Health與Google Fit健康數據傳輸至健康存摺設定。
- 113-02-16：完成「全民健保健康存摺 MY HEALTH BANK 全民健康保險 NATIONAL HEALTH INSURANCE 及圖」商標註冊。

#### 資料
整合衛生福利部醫事司、中央健康保險署、疾病管制署、國民健康署等跨機關、跨單位之健康資料，內容如下：
- 西、中、牙醫門診、用藥資料、檢驗（查）資料、影像或病理檢查資料。
- 住院及手術資料。
- 過敏資料。
- 器捐或安寧緩和醫療意願。
- 成人預防保健結果。
- 預防接種資料。
- 四癌篩檢結果資料。

#### 重要功能
- 查詢個人及家人健康資訊：門住診、手術、用藥、檢驗（查）資料。
- 代謝症候群專區：查看腰圍、血壓、空腹血糖、三酸甘油脂、高密度脂蛋白膽固醇資料。
- 推播提醒：自訂推播功能、提醒安排洗牙、成人預防保健、孕婦產檢、兒童預防接種、公費癌症篩檢結果異常主動推播、回診建議時間、慢連箋領藥及重大傷病證明換發提醒與推播。
- IoT傳輸生理量測值：Apple Health與Google Fit個人生理量測數據可設定載入健康存摺。
- SDK授權協助管理健康：民眾可透過SDK將個人的健康資料，分享給信任的第三方App加值運用，落實健康資料自主權，強化民眾自我健康管理能力。
- 其他：肝癌風險預測、末期腎病評估、心血管疾病評估。

#### 優點
- 就醫資料方便查詢：整合跨機關健康資料庫，於單一入口即能查詢自身個人多元健康資訊。
- 管理自我健康：建立平台將民眾之就醫健康資料還諸個人，提升健康自主性，強化自我照護能力。
- 關心家人健康：將家人之健康存摺綁定於自己的手機中，透過單一帳號授權查詢家人健康資料，協助家人做好健康管理。
- 公私協力提供健康管理服務：健康管理產業將民眾健康資料轉化為各式創新健康照護服務，協助民眾管理自我健康。
- 就醫紀錄英文版：出國旅遊就醫可協助瞭解病史。

## 外部連結
- 健康存摺My Health Bank專頁 （页面存档备份，存于）
- 全民健保行動快易通│健康存摺APP專頁 （页面存档备份，存于）
- 健保署全球資訊網 （页面存档备份，存于）

1. ↑  American Health Information Management Association: Personal Health Record （页面存档备份，存于） Retrieved 13 August 2006]
2. ↑  健康存摺:  （页面存档备份，存于）